# 2econd Skin
2econd Skin es el segundo EP de la banda portuguesa Moonspell producido y publicado en 1997. Nacido como el sencillo del álbum Sin / Pecado, se le agregó posteriormente un disco extra que incluía presentaciones en vivo en la gira de su álbum Irreligious
La canción 2econd Skin fue escrita por Moonspell. Los remixes fueron hechos por Siggi Bemm, de la canción de Wolfheart, An Erotic Alchemy y de 2econd Skin.
La canción "Sacred" es un cover a la banda synthpop británica Depeche Mode.

## Listado de canciones
Disco 1
1. 2econd Skin
2. Erotik Alkemy (Per-version)
3. Sacred (Depeche Mode cover)
4. 2econd Skin (video edit)

Disco 2
1. Opium
2. Awake
3. Herr Spiegelmann
4. ...Of Dream and Drama (Midnight Ride)
5. Ruin & Misery
6. Mephisto
7. Alma Mater

- Datos: Q3598732